# Hospital Regional de Ryhov
El Hospital Regional de Ryhov (en sueco, Länssjukhuset Ryhov) es un hospital público de la región de Ryhov. Está situado en la ciudad de Jönköping, y es el mayor hospital de la provincia de Jönköping. Sirve como hospital de proximidad de los municipios de Habo, Mullsjö y Jönköping, y es el hospital regional especializado del Municipio de Jönköping, con una población de 356 000 habitantes (2019), en las áreas de pediatría, enfermedades del corazón y enfermedades infecciosas.